# Artrogriposis letal con enfermedad de las células del asta anterior
La enfermedad de Vuopala, también conocida como artrogriposis letal con alteración celular de las astas medulares anteriores, es una enfermedad congénita y hereditaria muy grave descrita por Vuopala en el año 1995 en un grupo de 11 familias finlandesas. Está causada por una mutación en el gen GLE1 situado en el cromosoma 9 humano (9q34.11), se hereda según un patrón autosómico recesivo. Debido a sus características se incluye dentro del heterogéneo grupo de trastornos conocidos como artrogriposis.

## Historia
La descripción de Vuopala en 1995 diferenció esta enfermedad del Síndrome de contractura congénita letal, trastorno de características parecidas y presente también en la población de Finlandia,

## Síntomas
Se caracteriza porque los recién nacidos presentan falta de movilidad, múltiples contracturas, afectación muscular y anomalías diversas en la cara, entre ellas baja implantación de las orejas, mandíbula hipoplásica y cuello corto. También existe degeneración y disminución del número de neuronas en las astas anteriores de la médula espinal. El parto suele ser prematuro y tiene lugar por término medio a las 34 semanas, la mayoría de los niños mueren poco después de nacer, alcanzando como máximo 3 semanas de vida.